# Роксен
Лариса Роксана Ђурђу (рум. Larisa Roxana Giurgiu; Клуж Напока, 5. јануар 2000) румунска је певачица познатија под уметничким именом Роксен (Roxen). Представљала је Румунију на Песми Евровизије 2021. у Ротердаму.

## Лични живот
Лариса Роксана Ђурђу је рођена у Клуж Напоки 5. јануара 2000. Музиком се почиње бавити у седмој години. Тада иде на часове певања и свирања клавира. Са 14 година добија дијагнозу Лајмске болести која је и била инспирација за песму за Евровизију 2021. „Amnesia”.

## Каријера
Године 2019. потписује уговор са издавачком кућом Global Records и у августу са продуцентом под уметничким именом Sickotoy објављује песму „You Don't Love Me”. Песма је ушла на румунску топ 100 музичку листу и пуштана је на радио станицама у Француској, Русији, Шпанији, Бугарској и Сједињеним Америчким Државама. Први самостални сингл под називом Ce-ți cântă dragostea је изашао у новембру 2019. године.
Почетком фебруара 2020. године објављено је да Роксен улази у ужи избор за представника Румуније на Песми Евровизије. 11. фебруара 2020. године румунска телевизија ТВР је објавила да ће Роксен представљати Румунију на Песми Евровизије 2020. у Ротердаму. У преносу уживо, Роксен је извела 5 песама, и гласовима жирија и публике је одлучено да ће на Песми Евровизије 2020. извести песму „Alcohol You".
Пошто је Песмa Евровизије 2020. отказана, Роксен поново постаје одабир румунског емитера да представља Румунију 2021. године са песмом „Amnesia".
Током вечери жирија другог полуфинала, Роксен има проблема са слушалицама, што је резултовало у томе да не пева синхронизовано са музиком. Малта и Украјина су такође пријавиле проблеме и после истраге, све три земље су поново наступиле.
Током преноса уживо, откривено је да Румунија се није квалификовала за финале и у полуфиналу је завршила на 12. месту од 17 учесница. Румунија би ушла у финале према гласовима жирија, који су је ставили на 10. место у полуфиналу.

## Лични живот
У јулу 2021, Роксен се аутује као небинарна особа у видеу на апликацији тик-ток, тврдећи да се проналази у свим родним заменицама. Тада изјављује: „Још у детињству се осећам као дечак у телу девојчице. У претходном животу сам сигурно дечак".
Роксен је вегетаријанка. Роксен живи у Букурешту.

## Дискографија
| Назив                                                                    | Година | Достигнуће на листи | Достигнуће на листи | Достигнуће на листи | Достигнуће на листи | Албум               |
| ------------------------------------------------------------------------ | ------ | ------------------- | ------------------- | ------------------- | ------------------- | ------------------- |
| Назив                                                                    | Година | РУМ                 | БЕЛ                 | ЛИТ                 | ХОЛ                 | Албум               |
| "Ce-ți cântă dragostea"                                                  | 2019   | 1                   | -                   | -                   | -                   | Синглови без албума |
| "Alcohol You"                                                            | 2020   | -                   | -                   | -                   | -                   | Синглови без албума |
| "Spune-mi"                                                               | 2020   | 1                   | -                   | -                   | -                   | Синглови без албума |
| "How to Break a Heart"                                                   | 2020   |                     | -                   | -                   | -                   | Синглови без албума |
| "Wonderland" (with Alexander Rybak)                                      | 2020   | -                   | -                   | -                   | -                   | Синглови без албума |
| "Parte din tine" (with DJ Project)                                       | 2021   | 9                   | -                   | -                   | -                   | Синглови без албума |
| "Amnesia"                                                                | 2021   |                     | -                   | 51                  | -                   | Синглови без албума |
| "Inimă nu fi de piatră"                                                  | 2021   | 51                  | -                   | -                   | -                   | Синглови без албума |
| "Money Money" (with DMNDS and Strange Fruits Music)                      | 2021   | -                   | -                   | -                   | -                   | Синглови без албума |
| "Strada ta" (with Nane)                                                  | 2021   | -                   | -                   | -                   | -                   | Синглови без албума |
| "-" : сингл није ушао нa листу или није омогућен на одређеној територији |        |                     |                     |                     |                     |                     |

| Назив                                                                    | Година | Достигнуће на листи | Достигнуће на листи | Достигнуће на листи | Албум               |
| ------------------------------------------------------------------------ | ------ | ------------------- | ------------------- | ------------------- | ------------------- |
| Назив                                                                    | Година | РУМ                 | БУГ                 | ЦИС                 | Албум               |
| "You Don't Love Me (Sickotoy (featuring Roxen)                           | 2019   | 3                   | 7                   | 970                 | Синглови без албума |
| "Over and Over" (PAX featuring Roxen)                                    | 2020   | -                   | -                   | -                   | Синглови без албума |
| "Devil in Disguise" (Coyot featuring uncredited vocals by Roxen)         | 2020   | -                   | -                   | -                   | Синглови без албума |
| "-" : сингл није ушао нa листу или није омогућен на одређеној територији |        |                     |                     |                     |                     |

| Назив                | Година | Албум               |
| -------------------- | ------ | ------------------- |
| "I Don't Care"       | 2019.  | Синглови без албума |
| "Beautiful Disaster" | 2020.  | Синглови без албума |
| "Cherry Red"         | 2020.  | Синглови без албума |
| "Colors"             | 2020.  | Синглови без албума |
| "Storm"              | 2020.  | Синглови без албума |
| "Escape"             | 2020.  | Синглови без албума |